# Física de la Tierra
Física de la Tierra es la parte de la física que se ocupa del estudio de la Tierra. Agrupa varias disciplinas que estudian cada uno de los sistemas en los que se suele dividir el planeta:
- Tierra: Estudiado por la Geofísica, abarca aspectos físicos tanto de la superficie sólida terrestre como del interior. Entre dichos aspectos físicos destacan gravedad, campo magnético, sismología, deriva continental, radiación, etc.
- Atmósfera: Estudiado por Meteorología y Climatología. La primera se ocupa del estado de la atmósfera en un determinado momento, elaborando modelos que intenten predecir su comportamiento futuro, y la segunda de los distintos estados temporales de la atmósfera en una determinada zona, para determinar el ciclo que siguen, es decir cuándo se repiten los mismos estados atmosféricos, lo que determina el clima de dicha zona.
- Océanos: Estudiado por la Oceanografía, abarca tanto fenómenos en la superficie de los mares y océanos como en las profundidades abisales.

En los últimos años no está tan clara la separación entre estas disciplinas, especialmente por la importancia que tiene la interacción entre los tres sistemas y que sirve para explicar fenómenos como ‘El Niño’, ‘Efecto invernadero’, etc. y procesos complejos como las glaciaciones, la deriva continental, etc. Todo esto lleva a que el estudio de la Tierra sea algo cada vez más global y multidisciplinar (en muchos casos se usan resultados y teorías de otras disciplinas distintas de las expuestas aquí), incluso se intenta recurrir al estudio de ciertos fenómenos en otros planetas con una situación inicial más simplificada, por ejemplo el efecto invernadero en Venus.
Por otro lado al ser una parte aplicada de la Física, se basa y usa teorías y modelos de otras partes más teóricas de la Física, como pueden ser: elasticidad, mecánica de fluidos, termodinámica, electromagnetismo.
- Datos: Q5872548